# Rémálom az Elm utcában 2. – Freddy bosszúja

A Rémálom az Elm utcában 2.: Freddy bosszúja vagy Rémálom az Elm utcában 2.: Freddy visszavág (eredeti címe: A Nightmare on Elm Street 2: Freddy's Revenge) egy 1985-ben készült amerikai slasher horrorfilm, a második a Rémálom az Elm utcában sorozatban. A filmet Jack Sholder rendezte, a szerepeket Mark Patton, Kim Myers, Robert Rusler játszották. Freddy Krueger szerepében ismét Robert Englund tűnt fel. A film a Rémálom az Elm utcában folytatása, melyet a Rémálom az Elm utcában 3. – Álomharcosok követ.
Bár a film sikeres volt a pénztáraknál, a rajongók és a kritikák mégis rosszabbnak ítélték az első résznél. A kiadás évétől kultfilmmé vált a meleg közönségben, homoerotikus felhangja miatt. David Chaskin forgatókönyvíró tagadta, hogy szándékosan írta volna ilyenre a könyvet. Patton, aki akkor még nem vállalta homoszexualitását nyilvánosan, kevéssel a film után felhagyott a színészkedéssel, mivel Chaskin őt vádolta meg azzal, hogy a meleg felhangot az ő játéka és értelmezése csente a filmbe és a vászonra. Chaskin végül 2010-ben vallotta be, hogy a felhang megírása tudatos volt.

## Cselekmény
Öt év telt el azóta, hogy Freddy Kruegert látszólag elpusztították. Az egykori Thomson házban most Walshe-ék költöznek be. A tinédzser fiúk, Jesse rémálmot lát, amelyik az iskolabuszon kezdődik, ahol két lánnyal utazik és egy erőszakos gyilkosságba torkollik. Rémülten ébred. A szobája szokatlanul forró. Jesse iskolában megy a barátjával, Lisa-val, akibe titkon szerelmes, de túl félénk ahhoz, hogy flörtöljön a lánnyal. Azután, hogy egy Grandy nevű sráccal összeverekednek tesiórán, Schneider edző büntetést szab ki rájuk – bent kell maradniuk óra után – és a két srác összebarátkozik. Lisa meglátogatja Jesse-t suli után és közösen megtalálják  Nancy Thompson naplóját, amelyben részletesen leírja a rémálmait, amik meglepően hasonlítanak Jesse lidércnyomásaira. Apró tűz keletkezik a ház körül, melynek izgalmas tetőpontjaként kigyulladnak a család madarai. Jesse apja szabotázzsal vádolja meg a fiát. Lisa elviszi Jesse-t abba az elhagyatott gyárba, ahol Fred Krueger dolgozott, de semmit sem találnak ott.
A következő éjjel, Jesse-nek ismét rémálma van, melyben összetalálkozik Freddy Krueger-rel, aki elmondja a fiúnak, hogy meg fogja ölni. Az álom egyre erőteljesebb lesz és Jesse különböző lépéseket tesz, annak érdekében, hogy ébren maradjon, de ezek közül egyik sem állítja meg, hogy ne közelítse meg az alvó húgát egy karmos kesztyűvel. 

## Szereplők
| Szerep         | Színész         | Magyar hang        | Magyar hang            |
| Szerep         | Színész         | 1. szinkron (VICO) | 2. szinkron (RTL Klub) |
| -------------- | --------------- | ------------------ | ---------------------- |
| Jesse Walsh    | Mark Patton     | Kautzky Armand     | Markovics Tamás        |
| Lisa Webber    | Kim Myers       | Kökényessy Ági     | Vadász Bea             |
| Ron Grady      | Robert Rusler   | Forgács Péter      | Seszták Szabolcs       |
| Ken Walsh      | Clu Gulager     | Fülöp Zsigmond     | Barbinek Péter         |
| Cheryl Walsh   | Hope Lange      | Szabó Éva          | Andai Györgyi          |
| Schneider edző | Marshall Bell   | Beregi Péter       | Balázsi Gyula          |
| Mrs. Webber    | Melinda O. Fee  | Tóth Judit         | Incze Ildikó           |
| Mr. Webber     | Tom McFadden    | Láng József        | Orosz István           |
| Kerry          | Sydney Walsh    | Kocsis Mariann     | Simonyi Piroska        |
| Freddy Krueger | Robert Englund  | Dózsa László       | Varga Tamás            |
| Biológiatanár  | Edward Blackoff | Perlaki István     | Forró István           |
| Angela Walsh   | Christie Clark  | Köves Dóra         |                        |
| Mr. Grady      | Lyman Ward      | Kiss Gábor         | Imre István            |
| Mrs. Grady     | Donna Bruce     |                    |                        |

### 1. magyar változat
A szinkront a Magyar Szinkron- és Videovállalat készítette.
- Magyar szöveg: Schéry András
- Hangmérnök: Hargitai János
- Rendezőasszisztens:  Orosz Ildikó
- Vágó: Kiss László
- Gyártásvezető: Ozorai Katalin
- Szinkronrendező: Kosztola Tibor
- Szöveg felolvasó: Kertész Zsuzsa
- Megjelenési dátuma: 1989 és 1990

### 2. magyar változat
A szinkront MRTR megbízásából a Mafilm Audio készítette.
- Magyar szöveg: Görgényi Tamás és Kozik Gábor
- Hangmérnök: Illés Gergely
- Vágó: Sinkó Ferenc
- Gyártásvezető: Gelencsér Adrienn
- Szinkronrendező: Dezsőffy Rajz Katalin
- Megjelenési dátuma: 1997 és 1999